# Maksim Karpov
Maksim Olegovič Karpov (in russo Максим Олегович Карпов?; San Pietroburgo, 17 marzo 1995) è un calciatore russo, difensore svincolato.

## Caratteristiche tecniche
È un difensore centrale.

## Carriera

### Club
Cresciuto nelle giovanili dello Zenit San Pietroburgo, ha esordito in prima squadra il 23 novembre 2017 in un match di UEFA Europa League vinto 2-1 contro il Vardar.

### Nazionale
Con la nazionale Under-21 russa ha preso parte a 3 incontri di qualificazione al campionato europeo di calcio Under-21 2019.

## Statistiche

### Presenze e reti nei club
Statistiche aggiornate al 24 dicembre 2017.
| Stagione        | Squadra               | Campionato      | Campionato | Campionato | Coppe nazionali | Coppe nazionali | Coppe nazionali | Coppe continentali | Coppe continentali | Coppe continentali | Altre coppe | Altre coppe | Altre coppe | Totale | Totale | Totale |
| Stagione        | Squadra               | Comp            | Pres       | Reti       | Comp            | Pres            | Reti            | Comp               | Pres               | Reti               | Comp        | Pres        | Reti        | Pres   | Reti   |        |
| --------------- | --------------------- | --------------- | ---------- | ---------- | --------------- | --------------- | --------------- | ------------------ | ------------------ | ------------------ | ----------- | ----------- | ----------- | ------ | ------ | ------ |
| 2017-2018       | Zenit San Pietroburgo | PL              | 0          | 0          | CR              | 0               | 0               | UEL                | 1                  | 0                  |             | -           | -           | 1      | 0      |        |
| Totale carriera | Totale carriera       | Totale carriera | 0          | 0          |                 | 0               | 0               |                    | 1                  | 0                  |             | -           | -           | 1      | 0      |        |

## Palmarès

### Club
- Supercoppa di Russia: 1

Zenit San Pietroburgo: 2016
- Pervenstvo Futbol'noj Nacional'noj Ligi : 1

Kryl'ja Sovetov Samara: 2020-2021